# Július Holeš
Július Holeš (18. března 1939 Košice – 19. srpna 2021) byl slovenský fotbalista, brankář.

## Fotbalová kariéra
Začínal v ŽD Bohumín, na vojně hrál za Duklu Praha a Duklu Tábor. V československé lize hrál za Duklu Pardubice, Dynamo Žilina, Tatran Prešov a Lokomotívu Košice. Nastoupil ve 101 ligových utkáních. V Poháru vítězů pohár nastoupil ve 2 utkáních. Za dorosteneckou reprezentaci nastoupil v 5 utkáních, za juniorskou reprezentaci ve 2 utkání a za olympioniky nastoupil ve 2 utkáních a byl účastníkem LOH 1968 v Mexiku. Finalista Československého poháru 1965/66.

## Ligová bilance
| Ročník                                   | Zápasy | Góly | Klub              |
| ---------------------------------------- | ------ | ---- | ----------------- |
| 1. československá fotbalová liga 1958/59 | 7      | 0    | Dukla Pardubice   |
| 1. československá fotbalová liga 1958/59 | 3      | 0    | Dynamo Žilina     |
| 1. československá fotbalová liga 1961/62 | 1      | 0    | Dynamo Žilina     |
| 1. československá fotbalová liga 1963/64 | 14     | 0    | Tatran Prešov     |
| 1. československá fotbalová liga 1964/65 | 26     | 0    | Tatran Prešov     |
| 1. československá fotbalová liga 1965/66 | 26     | 0    | Tatran Prešov     |
| 1. československá fotbalová liga 1967/68 | 18     | 0    | Lokomotíva Košice |
| 1. československá fotbalová liga 1968/69 | 3      | 0    | Lokomotíva Košice |
| 1. československá fotbalová liga 1969/70 | 2      | 0    | Tatran Prešov     |
| CELKEM                                   | 101    | 0    |                   |